# 4 Words (To Choke Upon)
4 Words (To Choke Upon) è il primo singolo del gruppo metalcore gallese Bullet for My Valentine estratto dal primo album The Poison
La canzone parla di ciò che la band ha vissuto quando si chiamava 'Jeff Killed John' e 'Opputunity of Chicago' con la gente che diceva che la band non sarebbe mai arrivata ovunque con la loro musica e che dovevano solo ritirarsi. Questa canzone è stata la prima canzone scritta con il nome di "Bullet for My Valentine".
Questo brano non fu pubblicato sull'Ep originale nel Regno Unito ma come singolo e con i dischi in vinile fu limitato fino a solo 1000 copie. Il brano è stato poi pubblicato sul mercato statunitense nell'EP Hand of Blood.

## Tracce
1. 4 Words (To Choke Upon) – 3:47
2. Curses (Alternate Extended Mix) – 4:36

## Formazione
- Matthew Tuck - voce, chitarra
- Jason James - voce, basso
- Michael Paget - chitarra
- Michael Thomas - batteria